# Вовин, Александр Владимирович
Алекса́ндр Влади́мирович Во́вин (27 января 1961 — 8 апреля 2022) — советско-американский лингвист и филолог. Специализировался на японской исторической лингвистике (с упором на этимологию, морфологию и фонологию), а также на японской филологии периода Нара (710—792) и, в меньшей степени, периода Хэйан (792—1192). Доктор филологических наук.
Наиболее важными работами Вовина были 20-томный академический перевод Манъёсю и двухтомная грамматика древнего западнояпонского языка; помимо этого он занимался дешифровкой древних надписей, в том числе с языков, известных только в китайской транскрипции, составил Этимологический словарь японо-рюкюских языков и был вовлечён в научную полемику с макрокомпаративистами. Получатель высшей награды Национального гуманитарного института (2015).

## Биография
Родился в многоязычной семье: дед по матери Яаков (1908—1975) владел немецким, идишем и русским, мать Светлана (София, 1937—2018) сама владела только русским, но её мать Александра была русско-французской билингвой. Александра провела семь лет в ГУЛАГе. Личность отца точно не установлена.
В детстве Вовина обучали английскому, французскому и древнегреческому языкам, он сам освоил латынь и иврит. Изначально он планировал поступать на отделение персидского и арабского языков восточного факультета ЛГУ в 1978 году, но не смог пройти туда из-за еврейского происхождения; затем по той же причине ему не удалось попасть на кафедру классической филологии. Наконец, по протекции дяди по матери, главного психиатра Ленинграда Руслана Вовина, он смог поступить на кафедру структурной и прикладной лингвистики филологического факультета. Студентам кафедры предлагалось, помимо обязательного английского, выбрать второй язык: японский или французский, и Вовин избрал японский. Помимо этого Вовин учился древним индоиранским языкам у Леонарда Герценберга, который познакомил его с Сергеем Яхонтовым и предложил Вовину заниматься восточноазиатскими языками. Вовин окончил вуз в 1983 году со специализацией в общей лингвистике и исторической лингвистике японского языка, защитив дипломную работу по японским транскрипциям санскритских слов.
После учёбы Вовин устроился в Ленинградское отделение Института востоковедения и проработал там год, затем поступил в аспирантуру; его научной руководительницей была Ирина Зограф, помимо этого он обучался у индолога Эдуарда Тёмкина, вэньяню его учил Сергей Яхонтов, китайскому языку танского периода — Лев Меньшиков, классическому японскому — Владислав Горегляд, индийской палеографии — Маргарита Воробьёва-Десятовская. В 1986 году после посещения Постоянной международной алтаистической конференции заинтересовался тюркскими языками, там же познакомился с кореистом Россом Кингом, который позже помог Вовину уехать из СССР.
В 1987 году в возрасте 26 лет на втором году аспирантуры защитил кандидатскую диссертацию по исторической японской лингвистике и старинной японской литературе «Язык японской прозы второй половины ХI века». Защитил докторскую диссертацию по Повести о втором советнике Хамамацу, которую позже переработал и расширил, но не смог опубликовать в СССР. Позже её напечатали в издательстве Routledge под названием A Reference Grammar of Classical Japanese Prose. В 1987—1990 годах Вовин занимал должность младшего научного сотрудника в Ленинградском институте востоковедения.
В эти годы Вовин начал также заниматься полевой работой и изучал ижорский, чувашский и диалект советских корейцев, но не смог организовать командировки ни в Японию, ни в Северную Корею. Это, а также многочисленные отказы издательств утвердили его в желании покинуть СССР, и в 1990 году Росс Кинг помог Вовину получить должность ассистента профессора японского языка в Мичиганском университете (1990—1994); в 1992 году он впервые смог посетить Японию. В следующие десятилетия Вовин работал в США: в Университете Майами (1994—1995), а затем в Гавайском университете (1995—2014): сначала ассистентом профессора и доцента, а с 2003 года — профессором.
Был приглашённым профессором в Международном исследовательском центре японистики в Киото (2001—2002, 2008—2009 годы), в Рурском университете в Бохуме, Германия (2008—2009 годы) и в Национальном институте японского языка и лингвистики в Токио, в мае — августе 2012 года.
Вовин переехал в Европу в 2014 году, получив предложение стать директором по исследованиям в Школе углублённых исследований в области социальных наук в Париже. В следующем году получил статус члена Европейской академии и высшую награду для учёного-япониста от Национального гуманитарного института, а также пятилетний грант на создание Этимологического словаря японо-рюкюских языков в размере 2,47 млн евро.

## Научная деятельность
Вовин был главным редактором серии книг Languages of Asia, вместе с Юхой Янхуненом основал журнал International Journal of Eurasian Linguistics.
Вовин вёл проект по полному академическому переводу на английский язык «Манъёсю», старейшей (около 759 года) и самой крупной старояпонской поэтической антологии, наряду с критическим изданием оригинального текста и комментариев в 20 томах. Его перу принадлежит наиболее подробная грамматика древнезападнояпонского языка, A Descriptive and Comparative Grammar of Western Old Japanese.
Он первым идентифицировал язык стелы Хуйс-Толгой как близкий к среднемонгольскому, а бугутской надписи — как жужаньский.
Также исследовал умирающий айнский язык в северной Японии и работал над языками внутренней Азии и кадайскими языками, особенно теми, которые сохранились только в китайской транскрипции, включая язык хунну, который счёл енисейским; а также над древнекорейскими и среднекорейскими текстами.
Автор работ с критическим анализом пуёской гипотезы. Выступил с жёсткой критикой гипотезы Сергея Старостина о существовании «сино-кавказской макросемьи».
На заре карьеры Вовин был сторонником идеи о генетическом родстве так называемых алтайских языков (тюркских, монгольских, тунгусских, корейских и японо-рюкюских), однако в 1999—2003 годах полностью отказался от неё и стал одним из главных противников алтайской теории. Он некоторое время вёл жёсткую полемику с алтаистами, однако по состоянию на 2021 год считал, что эта гипотеза уже окончательно опровергнута и более не требует его усилий.
Последние исследовательские проекты Вовина были посвящены палеографии: надписи 753 года на стеле Буссокусэки, хранящейся в храме Якусидзи, древнемонгольским, древнетюркским и древнекитайским надписям. В 2021 году Вовин работал над книгой мемуаров Reminiscences.

## Личная жизнь
Первая жена — Варвара Лебедева-Вовина (Чуракова), от этого брака в 1982 году родился сын Алексей — историк. В 2000 году женился второй раз на Самби Исисаки-Вовин (яп. 石崎賛美 Исисаки Самби), которая в 2003 году родила ему сына Джейкоба Томотацу (яп. 智龍), а в 2008 году — дочь Мариэ (яп. 真理枝) Александру.

## Избранные публикации
- Vovin, Alexander. A Reconstruction of Proto-Ainu (неопр.). — Leiden: E. J. Brill, 1993. — ISBN 90-04-09905-0.
- Vovin, Alexander. (2000). Did the Xiong-nu speak a Yeniseian language?. Central Asiatic Journal, 44(1), 87-104.
- Vovin, Alexander. (2001). Japanese, Korean and Tungusic. Evidence for genetic relationship from verbal morphology. David B. Honey and David C. Wright (eds.), 183—202.
- Vovin, Alexander (ed.); Osada Toshiki (長田俊樹) (ed.). 日本語系統論の現在 (Perspectives on the Origins of the Japanese Language) (англ.). — Kyoto: International Research Center for Japanese Studies[англ.], 2003. — (Nichibunken sōsho, 31). — ISBN 9784901558174.
- Vovin, Alexander. A Reference Grammar of Classical Japanese Prose (англ.). — London: RoutledgeCurzon, 2003. — ISBN 0-7007-1716-1.
- Vovin, Alexander. (2003). Once again on lenition in Middle Korean. Korean Studies, 27, 85-107.
- Vovin, Alexander. A Descriptive and Comparative Grammar of Western Old Japanese: Part 1: Sources, Script and Phonology, Lexicon and Nominals (англ.). — Folkestone, Kent: Global Oriental[англ.], 2005. — ISBN 1-901903-14-1.
- Vovin, Alexander. The Manchu-Tungusic Languages (неопр.). — Richmond: RoutledgeCurzon, 2006. — ISBN 978-0-7007-1284-7.
- Vovin, Alexander. Korea-Japonica: A Re-evaluation of a Common Genetic Origin (англ.). — Honolulu: University of Hawai'i Press[англ.], 2008. — (Hawaii studies on Korea). — ISBN 978-0-8248-3278-0.
- Vovin, Alexander. Man'yoshu: A New English Translation Containing the Original Text, Kana Transliteration, Romanization, Glossing and Commentary (англ.). — Global Oriental/Brill, 2009—2018., 20 volumes
- Vovin, Alexander. A Descriptive and Comparative Grammar of Western Old Japanese: Part 2: Adjectives, Verbs, Adverbs, Conjunctions, Particles, Postpositions (англ.). — Folkestone, Kent: Global Oriental[англ.], 2009. — ISBN 978-1-905246-82-3.
- Vovin, Alexander. (2011). Why Japonic is not demonstrably related to ‘Altaic’or Korean. In Historical Linguistics in the Asia-Pacific region and the position of Japanese, The International Conference on Historical Linguistics (ICHL) XX.
- Vovin, Alexander. & McCraw, D. (2011). Old Turkic Kinship Terms in Early Middle Chinese. Türk Dili Araştırmaları Yıllığı Belleten, 1, 105—116.
- Vovin, Alexander. (2017). Koreanic loanwords in Khitan and their importance in the decipherment of the latter. Acta Orientalia Academiae Scientiarum Hungaricae, 70(2), 207—215.